# John Charles Daly

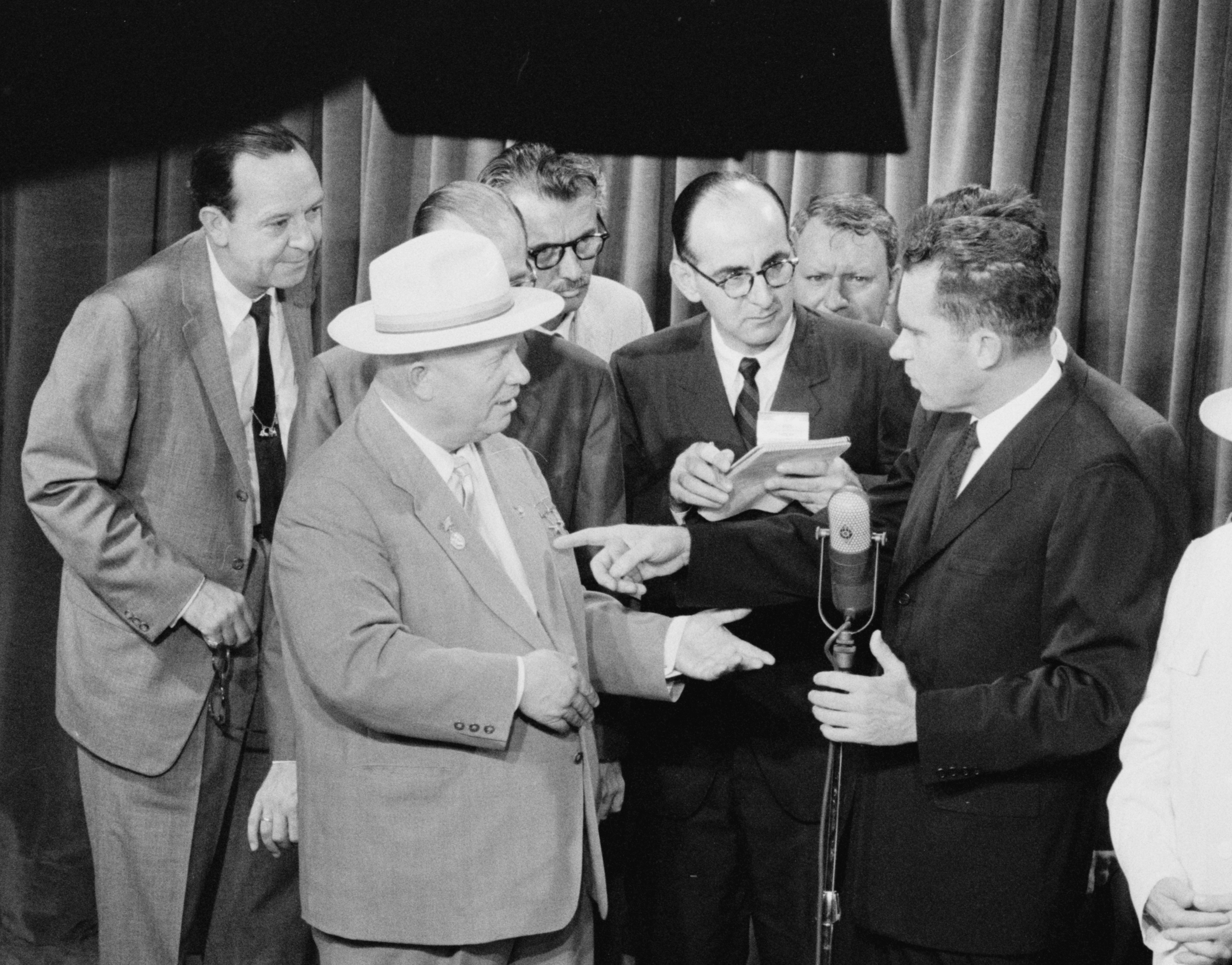
John Charles Daly (ganz links) während der Küchendebatte mit Richard Nixon und Nikita Chruschtschow (1959)

John Charles Patrick Croghan Daly (* 20. Februar 1914 in Johannesburg, Südafrika; † 24. Februar 1991 in Chevy Chase, Maryland) war ein US-amerikanischer Radio- und Fernsehmoderator, Journalist, Nachrichtensprecher und Fernsehproduzent südafrikanischer Herkunft. Anhaltende Bekanntheit erlangte er vor allem als Moderator der Fernsehshow What’s My Line von 1950 bis 1967 sowie durch seine Berichterstattungen seit dem Zweiten Weltkrieg.

## Leben
John Charles Daly war einer von drei Söhnen eines in Südafrika tätigen Geologen. Er besuchte bis zu seinem elften Lebensjahr das Marist Brothers College in Johannesburg, ehe er nach dem Tod des Vaters durch eine Tropenkrankheit mit seiner Mutter und den zwei Brüdern nach Boston umsiedelte. Nach seinem Abschluss an der Tilton School in New Hampshire studierte Daly am Boston College. In der Folgezeit arbeitete er unter anderem in einer Wollfabrik und in einem Transportunternehmen.
Seine Radiolaufbahn begann Daly als Reporter für NBC Radio und anschließend als Korrespondent für das Weiße Haus beim Radiosender WJSV, einem in Washington, D.C. ansässigen Partner von CBS News Radio. Die frühesten erhaltenen Aufnahmen von Daly aus dieser Zeit stammen vom September 1939 und wurden im Rahmen des WJSV Broadcast Day aufgezeichnet. In seiner Zeit als Korrespondent in Washington war er unter anderem als offizieller Ansager von CBS für die Reden von Präsident Franklin D. Roosevelt bekannt. Landesweite Bekanntheit erlangte Daly im Dezember 1941, als er als erster Korrespondent über den Angriff auf Pearl Harbor berichtete. Zudem gab er im April 1945 als erster Radiosprecher den Tod von Präsident Roosevelt bekannt. Während des Krieges berichtete Daly als Kriegsberichterstatter unter anderem aus London, Nordafrika und Italien.
Im Juli 1959 berichtete Daly gemeinsam mit John A. Scali aus Moskau über die sogenannte Küchendebatte zwischen Nikita Sergejewitsch Chruschtschow und dem damaligen Vizepräsident Richard Nixon. Zudem war er während der 1950er Jahre als Vizepräsident der American Broadcasting Company tätig. Von 1953 bis 1960 arbeitete Daly zudem als Nachrichtensprecher für ABC News und war in dieser Zeit auch Präsident des Senders.
Nach einem Gastauftritt in der Fernsehshow Celebrity Time wurde Daly die Moderation von What’s My Line angeboten. Bis 1967 war er wöchentlich in insgesamt fast 900 Episoden der Show zu sehen und fiel lediglich viermal aufgrund anderer Termine aus. Eine Radiofassung von What’s My Line erreichte anders als die Fernsehversion keinen hohen Erfolg und lief 1952 nur für einen kurzen Zeitraum. Für das deutsche Fernsehen wurde die populäre Ratesendung unter dem Namen Was bin ich? mit Robert Lembke adaptiert. Von 1954 bis 1955 moderierte Daly zusätzlich die Ratesendung Who Said That? und trat seit den 1950er Jahren in weiteren Fernsehshows auf. Zudem hatte er mehrfach Cameoauftritte in Filmproduktionen und Fernsehserien, darunter 1963 als Reporter im Musical Bye Bye Birdie und 1965 in der ersten Folge der Sitcom Green Acres.
Nach seiner Zeit bei What’s My Line wurde Daly im September 1967 zum Direktor des Fernsehsenders Voice of America ernannt, trat von diesem Posten jedoch bereits im Juni 1968 aufgrund nicht mit ihm abgesprochener Personalveränderungen wieder zurück. In den Folgejahren war er für verschiedene Fernsehsender wie dem Public Broadcasting Service tätig und trat 1975 als Gast in einer neuaufgelegten Fassung von What’s My Line auf. Von 1966 bis 1982 war Daly Juror bei den Peabody Awards und moderierte in den 1980er Jahren mehrere Veranstaltungen des American Enterprise Institute. Seinen letzten öffentlichen Auftritt hatte er 1988. Für seine Verdienste wurde Daly mehrfach ausgezeichnet.
John Charles Daly war zweimal verheiratet. Seine erste, 1937 geschlossene Ehe mit Margaret Griswell Neal wurde 1959 geschieden. Das Paar bekam drei gemeinsame Kinder. Seine zweite Ehe mit Virginia Warren dauerte von 1960 bis zu seinem Tod. Auch mit Warren hatte er drei gemeinsame Kinder. Daly lebte zuletzt in Chevy Chase, wo er am 24. Februar 1991 zuhause im Alter von 77 Jahren an einem Herzinfarkt starb. Seine Grabstätte befindet sich auf dem Nationalfriedhof Arlington.

## Auszeichnungen
- 1954: Peabody Award für seine Berichterstattung in Radio und Fernsehen.
- 1955: Emmy Award als Bester Nachrichtenreporter oder -kommentator.
- 1956: Peabody Award für seine Berichterstattung von den Nominierungsparteitagen.
- 1957: Peabody Award für die Fernsehsendung Prologue ’58.
- 1960: Stern auf dem Hollywood Walk of Fame auf Höhe der 1765 Vine Street.[3]
- 1962: Golden Globe Award als bester TV-Darsteller.